# Leucastea biformis
Leucastea biformis es una especie de coleóptero de la familia Megalopodidae.

## Distribución geográfica
Habita en el este de África.